# Cyclorana maculosa
Cyclorana maculosa é uma espécie de anfíbio da família Hylidae.
É endémica da Austrália.
Os seus habitats naturais são: campos de gramíneas subtropicais ou tropicais secos de baixa altitude e marismas intermitentes de água doce.